# Gamaleja-Institut für Epidemiologie und Mikrobiologie
Das Gamaleja-Institut für Epidemiologie und Mikrobiologie (russisch Национальный исследовательский центр эпидемиологии и микробиологии имени почётного академика Н. Ф. Гамалеи) ist ein staatliches Forschungsinstitut für Immunologie, Virologie, medizinischer Mikrobiologie, Epidemiologie und Biotechnologie, das in der russischen Hauptstadt Moskau angesiedelt ist.

## Geschichte
Die Ursprünge des Instituts gehen auf das Jahr 1891 zurück, als der russische Naturforscher Filipp M. Blumenthal ein privates bakteriologisches Labor eröffnete. Im Jahr 1919 wurde es verstaatlicht und in das staatliche Bakteriologische Institut des Volkskommissariats für Gesundheit der RSFSR umgewandelt.
1931 wurde es in das Zentralinstitut für Epidemiologie und Mikrobiologie (CIEM) des Volkskommissariats für Gesundheit der RSFSR umgewandelt, in welchem weitere biochemische Forschungsinstitute zusammengefügt wurden. Mit dem Beginn des Deutsch-Sowjetischen Krieges wurden Zweigstellen in Alma Ata und im damaligen Swerdlowsk gegründet. Zudem wurde eine Arbeitsgruppe des CIEM nach Kasan entsandt. Nach weiteren strukturellen Änderungen erfolgte im Jahr 2017 die Umbenennung in Gamaleja-Institut für Epidemiologie und Mikrobiologie zu Ehren des russischen Impfstoffpioniers Nikolai Gamaleja. Der aktuelle Institutsleiter ist Alexander Ginzburg.

## Entwickelte Impfstoffe

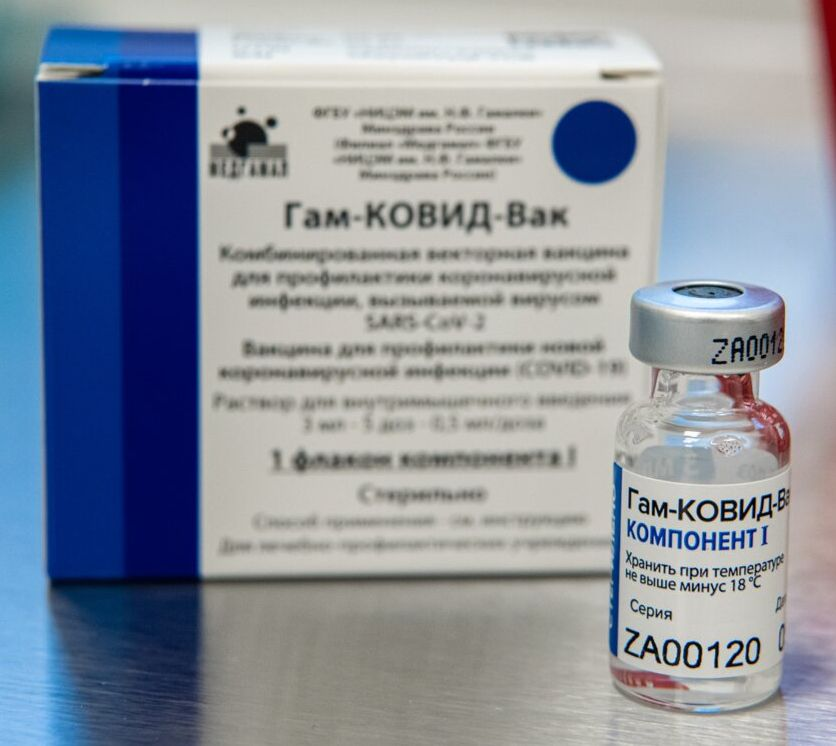
Sputnik-V-Impfstoff

Im Jahr 2015 wurde der Ebola-Impfstoff GamEvac-Combi vorgestellt, der gemäß der Angaben des Instituts in der Republik Guinea zur Infektionsprophylaxe angewendet wird. Er basiert auf zwei rekombinant hergestellten, replizierenden viralen Vektoren  – vesikulärer Stomatitis-Virus (VSV) und humaner Typ5-Adenovirus (Ad5) – in die der genetische Code für ein Glykoprotein in der Hülle des Zaire-Ebolavirus eingesetzt wurde (VSV-EBOV/Ad5-EBOV).
Ein kombinierter Vektorimpfstoff ähnlicher Art ist der Impfstoff Gam-COVID-Vac (russisch Гам-КОВИД-Вак, alternative Bezeichnung Sputnik V russisch Спутник V) zur Vorbeugung gegen die durch das neuartige Coronavirus SARS-CoV-2 ausgelöste Krankheit COVID-19. Er erhielt am 11. August 2020 eine Notfallzulassung („Registrierung“), am 25. August 2020 folgte die Notfallzulassung für die gefriergetrocknete Form Gam-COVID-Vac-Lyo. Zuvor war der Abschluss der klinischen Studien der Phasen 1 und 2 bekannt gegeben worden. Der Staat stellte den Impfstoff bereits besonders gefährdeten Gruppen wie Ärzten oder Lehrern zur Verfügung, parallel dazu soll die Phase-3-Studie laufen. Man argumentierte damit, dass der Impfstoff auf einer bereits lange bekannten Adenoviren-Plattform basiere, die gegen Ebola und MERS-CoV erfolgreich sei.